# Рохтак (округ)
Рохтак (гінді रोहतक ज़िला, пенджаб. ਰੋਹਤਕ ਜ਼ਿਲਾ, англ. Rohtak district) — округ індійського штату Хар'яна в межах Національного столичного регіону із центром у місті Рохтак.
| Індія | Це незавершена стаття з географії Індії. Ви можете допомогти проєкту, виправивши або дописавши її. |